# 蓋勾亞守宮
蓋勾亞守宮（Gargoyle gecko）又稱石像鬼守宮、旋鈕頭巨型守宮、新喀裡多尼亞凹凸守宮或新喀裡多尼亞凹凸守宮(Rhacodactylus auriculatus) 是僅在新喀裡多尼亞島南端發現的一種守宮。它的棲息地受到島上森林砍伐的威脅。這種壁虎是該屬六種已知物種中最小的一種，它們的尺寸通常達到約 125 毫米。這種壁虎和其他幾種蜥蜴屬物種正被《瀕危野生動植物種國際貿易公約》考慮採取保護措施，這將限制它們的出口。 這種守宮是由 Bavay 於 1869 年首次描述的。

## 描述
這種爬蟲動物因頭部突起的突起而得其俗名，呈現出角或耳朵的外觀；事實上，“auriculatus”是拉丁文，意為“耳朵”或“有耳朵”，視情況而定。這種守宮的其他特徵包括一條細長的尾巴，具有攀緣的能力，如果掉落下來，可以再生，以及小巧的黏附趾墊。儘管這些守宮具有抓握藤蔓、樹枝和其他障礙的能力，但大多數無法攀爬垂直的表面，如玻璃。在孵化時，牠們只有一英寸長（從口到肛門），體重為3克，成熟後平均長度為7到9英寸，體重為60到70克。它們被視為小型到中型的守宮。

## 行為
蓋勾亞守宮主要是夜行性。牠們是棲息在樹木上的物種，喜歡生活在灌木林中。雌性每窩產下兩枚卵，孵化時間為在產卵後的60到90天。雌性每年可以產下八到九窩卵。在極少數情況下，蓋勾亞守宮可以通過孤雌生殖的方式進行無性生殖。
在牠們原生於新喀里多尼亞南部的棲息地中，蓋勾亞守宮以多樣的飲食方式自給自足。一項研究發現牠們經常攝取各種範疇和生態多樣性的節肢動物，包括其他壁虎和蜥蜴，以及各種植物材料，包括花朵的部分和樹液。
牠們能夠用自己的身長近三倍的距離彈射來到藤蔓或樹枝上，然而牠們的腳底不像其他壁虎那樣具有足夠的附著力，所以牠們偶爾會滑倒，使得牠們看起來有些笨拙。只要保持皮膚濕潤，移動對牠們來說不是問題，皮膚能夠伸展並適應牠們的移動。

## 人工飼養
這種守宮品種是飼養愛好者常見的寵物之一。牠們有多種顏色，包括不同深淺的灰色、褐色、白色、黃色、橙色和紅色，並帶有不同的斑點和條紋圖案。牠們通常是為了特定的斑紋和顏色特徵而進行人工飼養，就像許多其他守宮一樣。

## 圖片

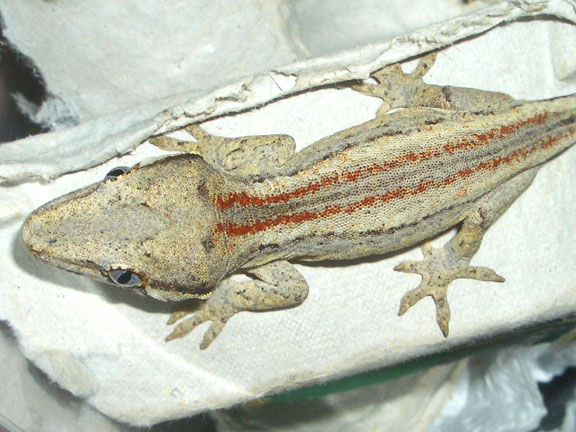
紅色條紋型幼年蓋勾亞守宮
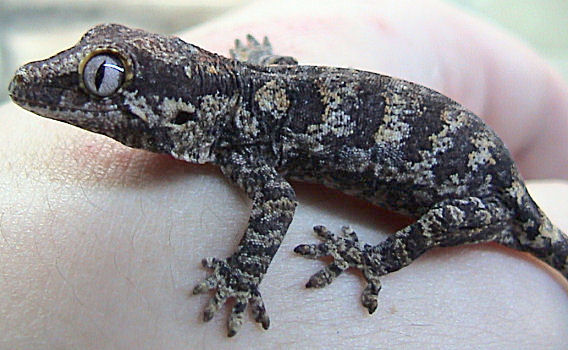
幼年蓋勾亞守宮